# زیردریایی کلاس یو-۱۰۱
زیردریایی کلاس یو-۱۰۱ (به انگلیسی: U-101-class submarine) یک کلاس از زیردریایی است که طول آن ۱۷۵ فوت ۶ اینچ (۵۳٫۴۹ متر) می‌باشد.